# سه شهریار (مجموعه تلویزیونی)
سه شهریار (چکی: Tři králové) نام یک مجموعهٔ تلویزیونی جنگی به کارگردانی کارل کاخینیا است که در سال ۱۹۹۸ میلادی منتشر شد.
این فیلم دربارهٔ یک گروه مقاومت مشهور با نام «دفاع از میهن» در کشور چکسلواکی علیه نیروهای آلمان نازی در دوران جنگ جهانی دوم است که بعدها به سه شهریار شهرت یافت و توسط واتسلاف موراوک، یوزف بالابان و یوزف ماشین پایه‌گذاری شد.

## بازیگران
- ولادیمیر یاوُرسکی در نقش «واتسلاف موراوک»
- کارل هژمانک در نقش «یوزف ماشین»
- یان وِلاساک در نقش «یوزف بالابان»
- یان هروشینتسکی در نقش «سرگرد»
- یوزف کاردا در نقش «پائول تومل»
- والری زاواتسکا در نقش «اِولینا سکوتووا»
- لیوبا کربووا در نقش «زدنا ماشینووا»
- داوید ماتاسِک در نقش «فرایر»
- میخال دلوهی در نقش «فِرِدی»
- آلنا میهولووا در نقش «خواننده»
- زوزانا استیوینووا ملادشی در نقش «لائورا»
- کارل دوبری در نقش «مأمور گشتاپو»
- واتسلاو ویدرا در نقش «مأمور گشتاپو»